# Baltic Pyramid League
Die Baltic Pyramid League ist eine Billardturnierserie in der Disziplin Kombinierte Pyramide, die 2019 erstmals ausgetragen wurde. Die Turniere finden in den baltischen Staaten sowie Russland, der Ukraine und Belarus statt.
Erfolgreichster Spieler ist der Belarusse Uladsislau Radsiwonau mit zwei Siegen. Die Lettin Lubov Parizere gewann als bislang einzige Frau zwei Medaillen.

## Geschichte
Die Turnierserie wurde 2019 erstmals ausgetragen und umfasste vier Turniere und ein Finalturnier. Erfolgreichster Spieler des ersten Jahres war der Belarusse Uladsislau Radsiwonau, der die ersten beiden Turniere gewann, sich beim Finalturnier jedoch im Endspiel dem Litauer Dmitrijus Oleinikas geschlagen geben musste. 2020 sollte Zahl der Turniere um zwei erhöht werden, aufgrund der COVID-19-Pandemie wurde die Serie jedoch nach zwei Turnieren abgebrochen.

## Die Turniere im Überblick
| Jahr | Nr.    | Austragungsort | Sieger                                  | Ergebnis                                | Finalist                                | Halbfinalisten 1                        |
| ---- | ------ | -------------- | --------------------------------------- | --------------------------------------- | --------------------------------------- | --------------------------------------- |
| 2019 | 1      | Vilnius        | Uladsislau Radsiwonau                   | 4:1                                     | Aleksandras Isajenko                    | Wadim Beloglasow                        |
| 2019 | 1      | Vilnius        | Uladsislau Radsiwonau                   | 4:1                                     | Aleksandras Isajenko                    | Gleb Porukewitsch                       |
| 2019 | 2      | Tallinn        | Uladsislau Radsiwonau                   | 4:2                                     | Dmitrijus Oleinikas                     | Lubov Parizere                          |
| 2019 | 2      | Tallinn        | Uladsislau Radsiwonau                   | 4:2                                     | Dmitrijus Oleinikas                     | Wadim Beloglasow                        |
| 2019 | 3      | Minsk          | Uladsislau Bulyka                       | 5:3                                     | Waleryj Tschyschou                      | Oto Pāže                                |
| 2019 | 3      | Minsk          | Uladsislau Bulyka                       | 5:3                                     | Waleryj Tschyschou                      | Dmitrijus Oleinikas                     |
| 2019 | 4      | Riga           | Viktors Vinogradovs                     | 4:0                                     | Witali Konowalow                        | Lubov Parizere                          |
| 2019 | 4      | Riga           | Viktors Vinogradovs                     | 4:0                                     | Witali Konowalow                        | Andrej Hluschanin                       |
| 2019 | Finale | Vilnius        | Dmitrijus Oleinikas                     | 5:3                                     | Uladsislau Radsiwonau                   | Andrej Hluschanin                       |
| 2019 | Finale | Vilnius        | Dmitrijus Oleinikas                     | 5:3                                     | Uladsislau Radsiwonau                   | Wadim Beloglasow                        |
| 2020 | 1      | Hrodna         | Andrij Kljestow                         | 5:1                                     | Uladsislau Bulyka                       | Mikita Dreka                            |
| 2020 | 1      | Hrodna         | Andrij Kljestow                         | 5:1                                     | Uladsislau Bulyka                       | Dmitri Schkoda                          |
| 2020 | 2      | Tallinn        | Dmitrijs Jamščikovs                     | 5:3                                     | Gleb Porukewitsch                       | Andrei Sokolov                          |
| 2020 | 2      | Tallinn        | Dmitrijs Jamščikovs                     | 5:3                                     | Gleb Porukewitsch                       | Renāts Kudinovs                         |
| 2020 | 3      | Kiew           | abgesagt aufgrund der COVID-19-Pandemie | abgesagt aufgrund der COVID-19-Pandemie | abgesagt aufgrund der COVID-19-Pandemie | abgesagt aufgrund der COVID-19-Pandemie |
| 2020 | 4      | Kaliningrad    | abgesagt aufgrund der COVID-19-Pandemie | abgesagt aufgrund der COVID-19-Pandemie | abgesagt aufgrund der COVID-19-Pandemie | abgesagt aufgrund der COVID-19-Pandemie |
| 2020 | 5      | Vilnius        | abgesagt aufgrund der COVID-19-Pandemie | abgesagt aufgrund der COVID-19-Pandemie | abgesagt aufgrund der COVID-19-Pandemie | abgesagt aufgrund der COVID-19-Pandemie |
| 2020 | 6      | Riga           | abgesagt aufgrund der COVID-19-Pandemie | abgesagt aufgrund der COVID-19-Pandemie | abgesagt aufgrund der COVID-19-Pandemie | abgesagt aufgrund der COVID-19-Pandemie |
| 2020 | Finale | Tallinn        | abgesagt aufgrund der COVID-19-Pandemie | abgesagt aufgrund der COVID-19-Pandemie | abgesagt aufgrund der COVID-19-Pandemie | abgesagt aufgrund der COVID-19-Pandemie |

## Rangliste
| Platz | Spieler               | Gold | Silber | Bronze |
| ----- | --------------------- | ---- | ------ | ------ |
| 1     | Uladsislau Radsiwonau | 2    | 1      | 0      |
| 2     | Dmitrijus Oleinikas   | 1    | 1      | 1      |
| 3     | Uladsislau Bulyka     | 1    | 1      | 0      |
| 4     | Andrij Kljestow       | 1    | 0      | 0      |
| 4     | Dmitrijs Jamščikovs   | 1    | 0      | 0      |
| 4     | Viktors Vinogradovs   | 1    | 0      | 0      |